# جو كاب
جو كاب (بالإنجليزية: Joe Kapp)‏ هو لاعب كرة قدم أمريكية ولاعب كرة قدم كندية أمريكي، ولد في 19 مارس 1938 في سانتا فيه في الولايات المتحدة.

## وصلات خارجية
- جو كاب على موقع كلية كرة السلة في سبورتس رفرنس.كوم (الإنجليزية)
- جو كاب على موقع مرجع كرة القدم المحترفة.كوم (الإنجليزية)
- جو كاب على موقع قاعة كولومبيا البريطانية للمشاهير الرياضية (الإنجليزية)
- جو كاب على موقع IMDb (الإنجليزية)
- جو كاب على موقع قاعدة بيانات الفيلم (الإنجليزية)